# Canal del riu Kabul
Canal del riu Kabul (Kabul River Canal) és un treball d'irrigació al modern Pakistan, a les Àrees Tribals d'Administració Federal i a la província de la Frontera del Nord-oest, districte de Peshawar. Fou construït sobre un antic canal d'època mogol i pren l'aigua de la riba dreta del riu Kabul a la rodalia del poble de Warsak, proper a la frontera entre Pakistan i Afganistan. La branca principal passa propera a Peshawar i acaba a Naushahra. Els distributaris inclouen 4 branques amb un total de 30 km, la més llarga la de Kuror (uns 15 km). Fou obert el 1893 (la branca de Kuror es va afegir més tard, i posteriorment encara se'n van afegir altres).